# Castillo de Villafamés
El castillo de Villafamés (Provincia de Castellón, España), está situado en lo alto de la villa. La cimentación del mismo así como diversos documentos, que hacen referencia a "Beni-Hamez", indican su origen árabe.
Conquistado por Jaime I en 1233 ha sufrido diferentes reformas a lo largo de su historia, siendo sus vestigidos más antiguos del siglo XIV; momento en que el maestre de la Orden de Montesa obliga a los habitantes de Villafamés a reparar y reforzar las fortificaciones del lugar.
Sufrió importantes ataques durante las guerras carlistas, en el s. XIX, produciéndose así mismo la adaptación del sistema de fortificación a las nuevas técnicas de la guerra, siendo buen ejemplo de ello la torre central de planta circular que pertenece a este momento.
El castillo cuenta con murallas prácticamente completas, y dependencias de carácter palaciego frente a la torre del Homenaje de planta circular, con balcones que estuvieron amatacanados, y que en la actualidad está transformada por una intervención del siglo XIX en la que se añadieron las aspilleras.
Delante de la torre hay un espacio rectangular a modo de patio en el que conserva una cisterna, que posiblemente sea el único vestigio de la época musulmana.

## Galería de imágenes

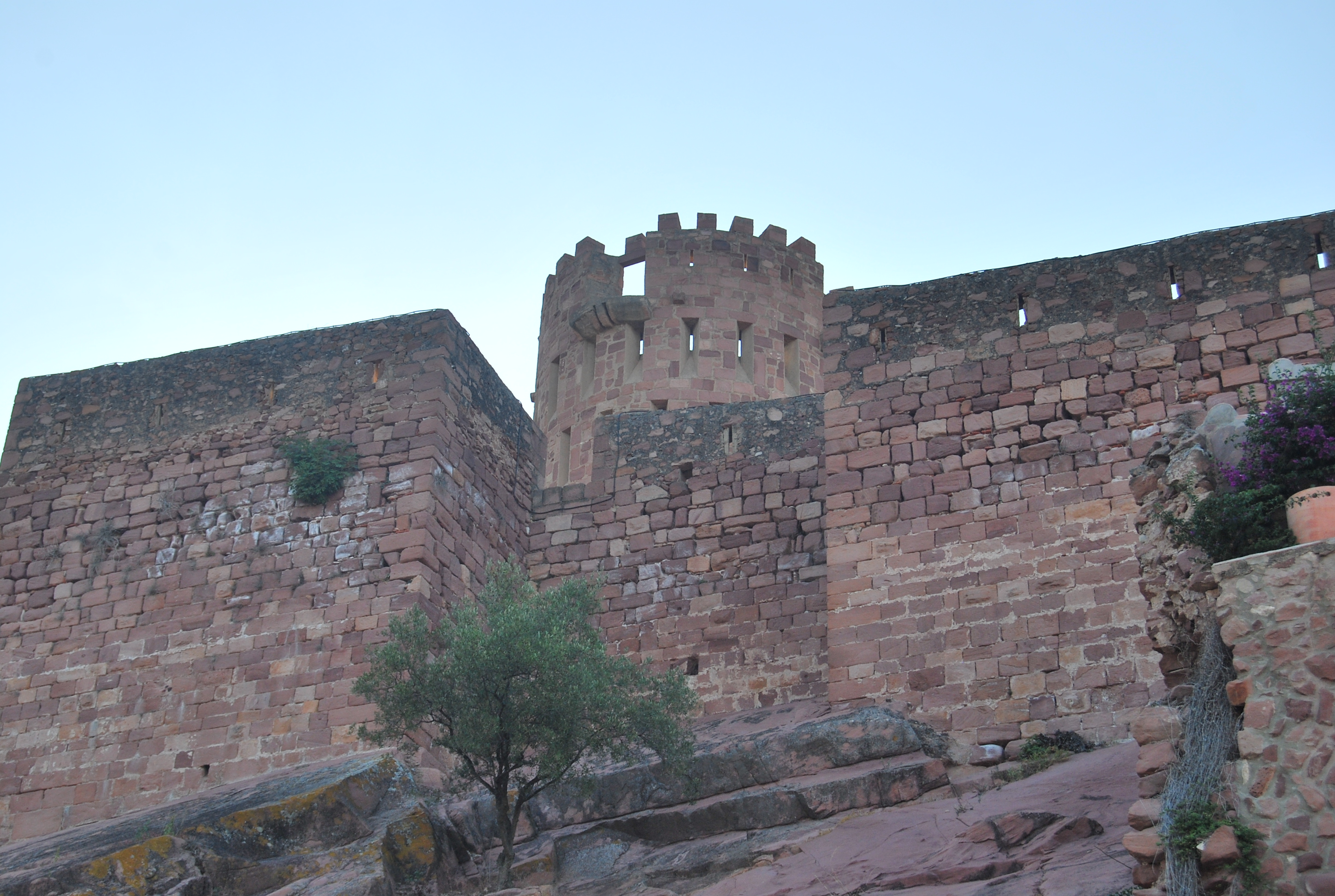
Muralla del Castillo
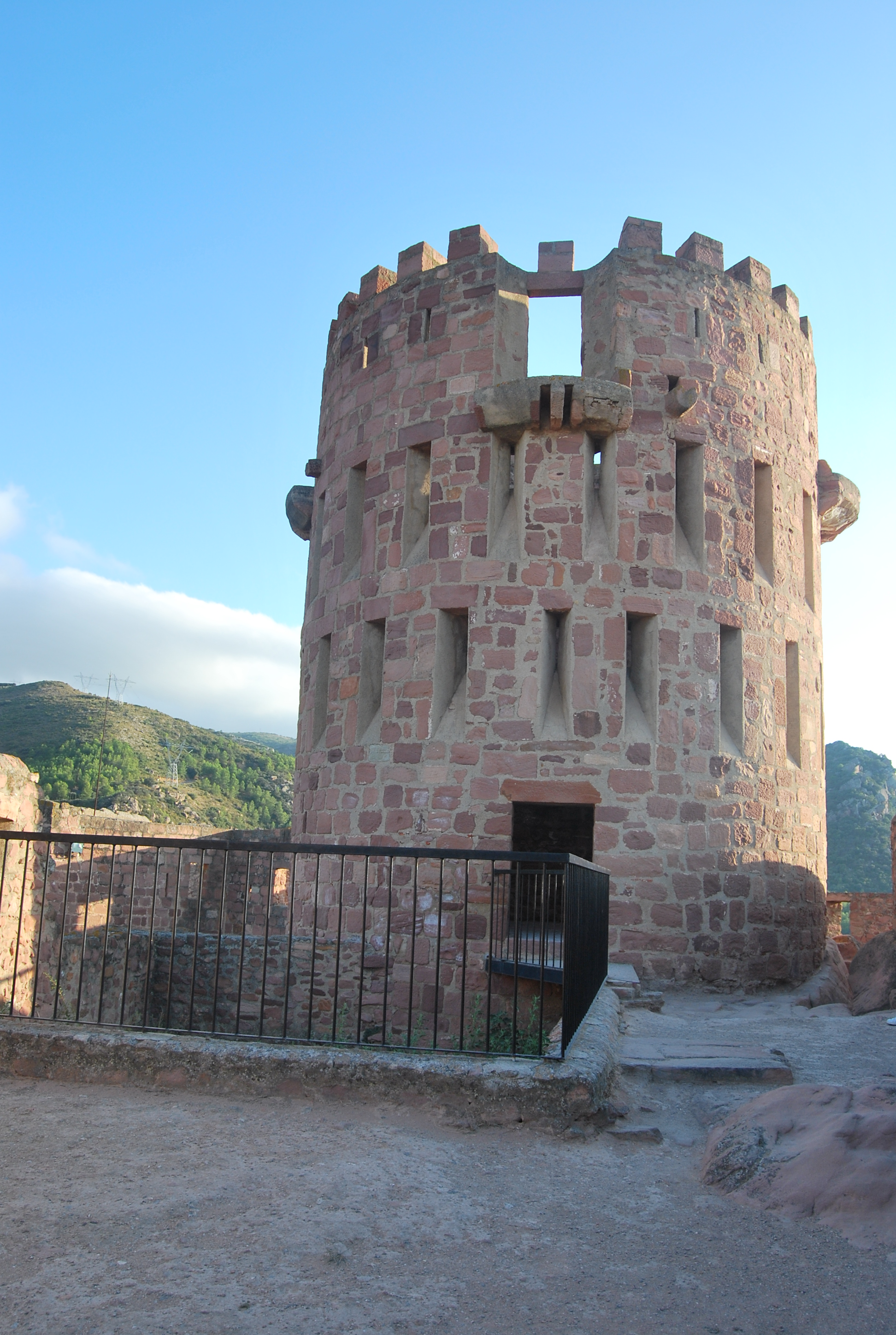
Torre almenada
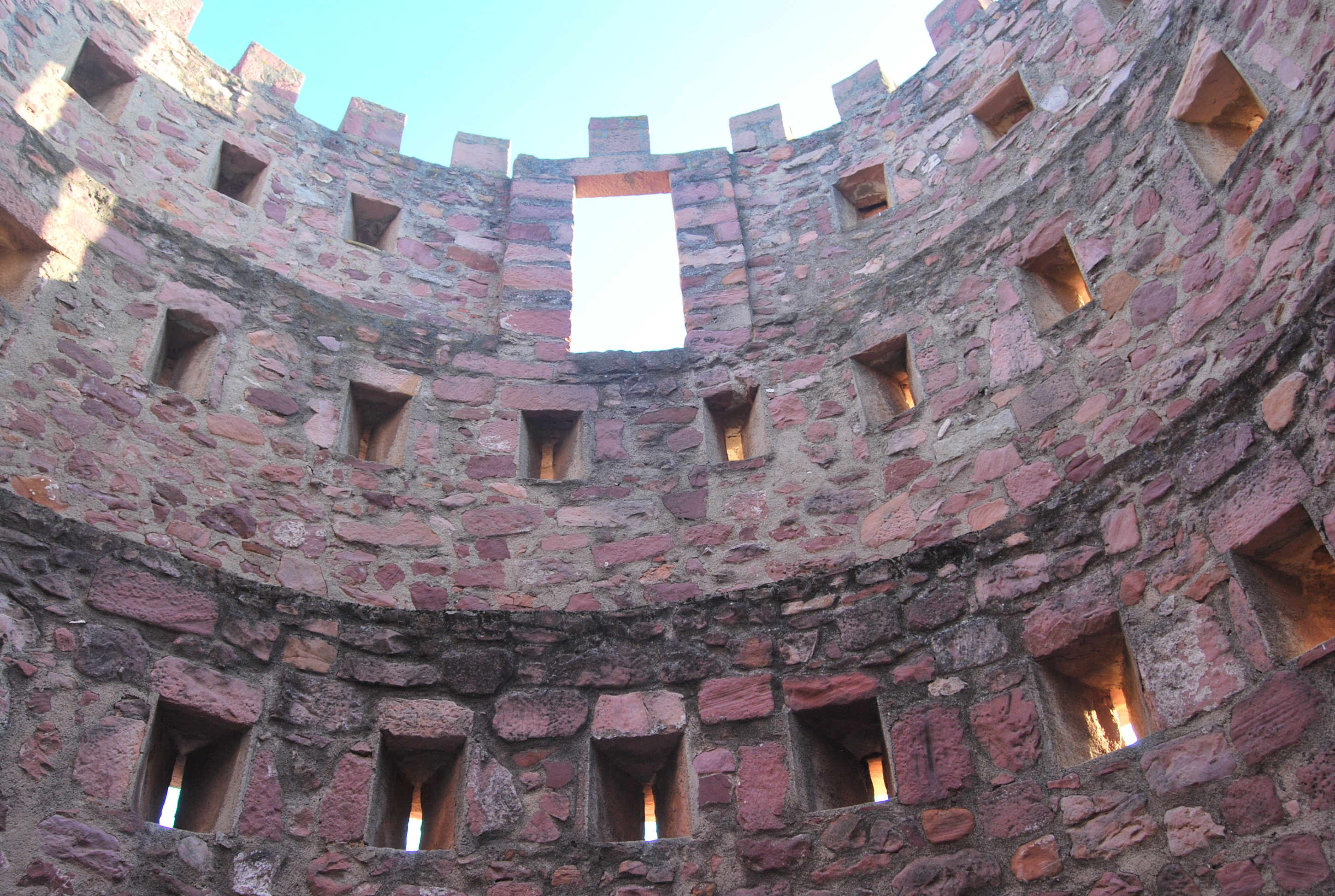
Interior torre almenada
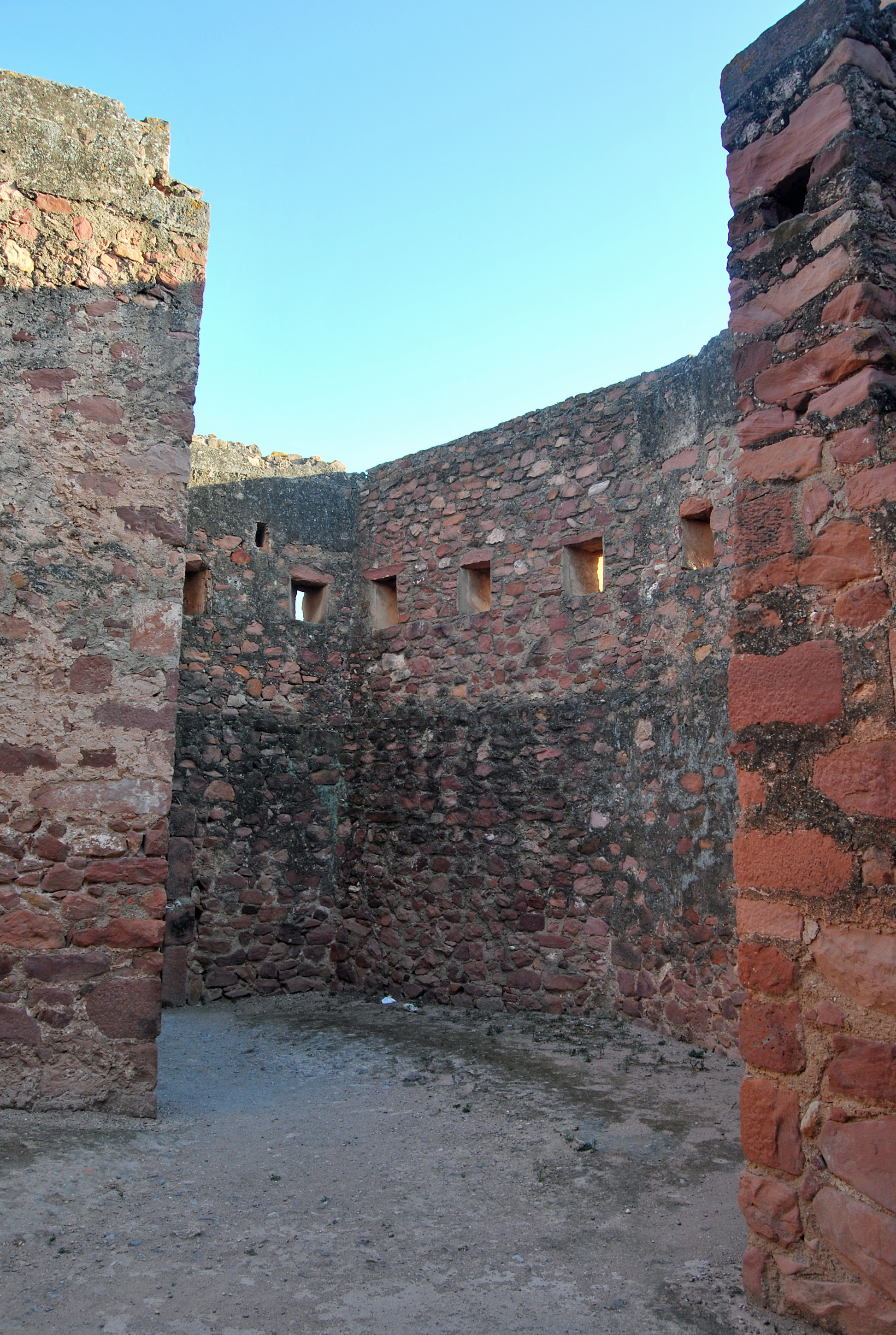
Muralla del castillo por el interior
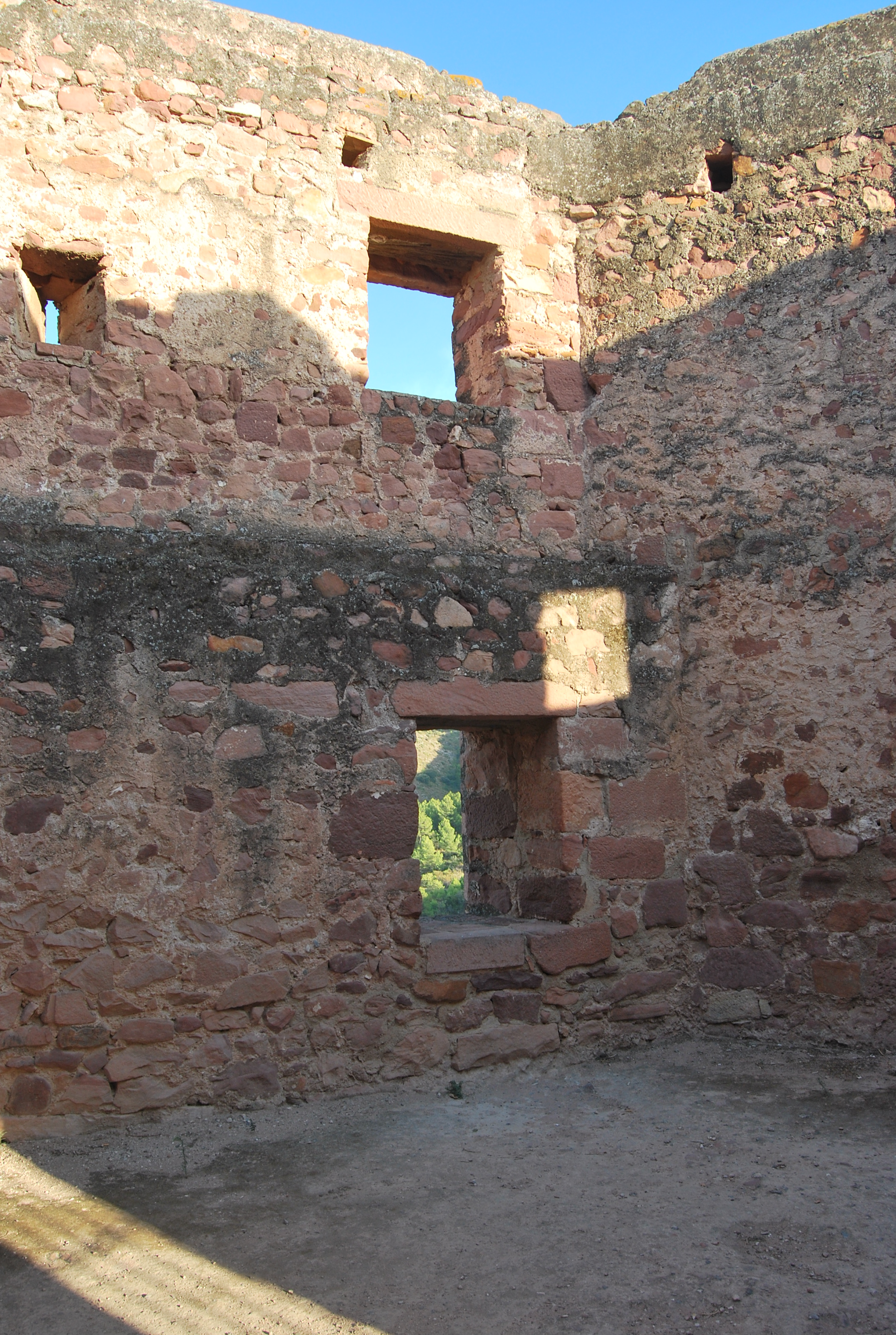
Interior del castillo